# ديف فيرجيرسون
ديف فيرجيرسون (بالإنجليزية: Dave Fergerson)‏ مواليد 10 مارس 1978 في ميرسيد، هو لاعب كرة سلة أمريكي من أصل فرنسي. بدأ مسيرته الاحترافية في سنة 2002. يبلغ طوله 6 قدم 0 بوصة (1.8 م). اعتزل اللعب في 2013.

## المسيرة الاحترافية
لعب مع نادي لاردة لكرة السلة من سنة 2006 إلى 2008، ثم لعب مع نادي تنريفي لكرة السلة في الدوري الإسباني في موسم 2009–2010، ثم لعب مع نادي أورينسي لكرة السلة في موسم 2010–2011.

## روابط خارجية
- ديف فيرجيرسون على موقع كرة السلة الأوروبية.كوم (الإنجليزية)
- ديف فيرجيرسون على موقع كلية كرة السلة في سبورتس رفرنس.كوم (الإنجليزية)
- ديف فيرجيرسون على موقع ريلجم (الإنجليزية)
- ديف فيرجيرسون على موقع بروبوليرز (الإنجليزية)